# Hospital María Auxiliadora
El Hospital María Auxiliadora, es un centro hospitalario público ubicado en el distrito de San Juan de Miraflores, en la ciudad de Lima, capital del Perú. Es administrado por el Ministerio de Salud del Perú (Minsa), encargado de prevenir los riesgos, proteger del daño, recuperar la salud y rehabilitar las capacidades de los pacientes.
Es el hospital más grande y de mayor complejidad de Lima Sur. Atiende a la población de los distritos de Chorrillos, Santiago de Surco, San Juan de Miraflores, Villa María del Triunfo, Villa El Salvador, Lurín, etc. Asimismo, es el principal hospital de referencia de esta zona de la ciudad. Además, atiende a pacientes de otras regiones del país como del Sur Chico, y los departamentos de Ayacucho, Huancavelica y Junín.

## Historia
La creación del Hospital María Auxiliadora, se dio el 3 de diciembre de 1973, fecha en que fue aprobado el Proyecto de Construcción del hospital Materno Infantil “María Auxiliadora” y del complejo Hospitalario del sur de Lima. Posteriormente, con el Decreto Supremo Ley N.º 20708 del 27 de agosto de 1974, se declara de necesidad e interés público y social, la financiación, construcción, equipamiento total y puesta en marcha en la capital de la república del hospital Materno Infantil “María Auxiliadora” de la Junta de Asistencia Nacional (JAN), que será operado por el Ministerio de Salud.
En 1974, por limitaciones de recursos económicos, la JAN (presidido por la primera dama del Perú) transfiere la construcción a la Beneficencia Pública de Lima. 
El 24 de abril de 1977, la través del D. L. N.° 21852, se declara hospital General.
El 29 de diciembre de 1983, durante el segundo gobierno de Fernando Belaúnde, siendo Ministro de Salud don Juan Franco Ponce, se inauguró esta dependencia con el servicio de 20 médicos en consultorios externos: Cirugía, Gineco-Obstetricia, Medicina general y Pediatría, designando como director de nuestra institución al Dr. Rodolfo Rivoldi Nicolini. 
En 1985, se inaugura el servicio de Emergencias; además ese mismo año se le declara centro de salud de II Nivel de atención, y en 1986 se inaugura el área de hospitalización, previa a estas aperturas el Hospital General María Auxiliadora funcionaba como centro de salud, teniendo que referir pacientes a otros hospitales, en caso de necesitar atención de mayor complejidad.
El 1 de septiembre de 2006, bajo el segundo gobierno de Alan García, se le declara Hospital de Apoyo Departamental y además se le declara hospital de III-1 nivel de atención.

## Ubicación
Está ubicado en la avenida Miguel Iglesias N.° 968, esquina con la avenida Los Héroes en el distrito de San Juan de Miraflores, cerca al límite con el distrito de Villa María del Triunfo. En sus inmediaciones, se encuentra también la estación María Auxiliadora de la línea 1 del Metro de Lima y Callao.

## Organización

### Departamentos
- Departamento de Consulta Externa
- Departamento de Medicina.
- Departamento de Cirugía.
- Departamento de Pediatría.
- Departamento de Gineco-Obstetricia.
- Departamento de Enfermería.
- Departamento de Emergencia
- Departamento de Diagnóstico por Imágenes.

### Servicios
- Servicio de Medicina Física y Rehabilitación.
- Servicio de Anestesiología y Centro Quirúrgico.
- Servicio de Patología Clínica y Anatomía Patológica
- Servicio de Nutrición y Dietética.
- Servicio de Servicio Social.
- Servicio de Endoscopia.[6]
- Servicio de Psicología.
- Servicio de Farmacia.